# ẞ

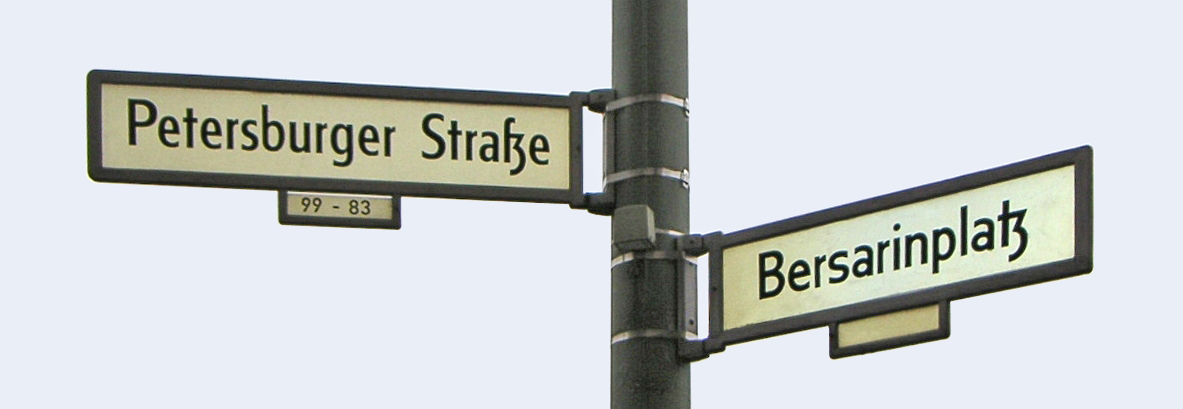
"ß" als 'ſz'-ligatuur op een straatnaambord in Berlijn. Het bord rechts eindigt met de 'tz'-ligatuur.

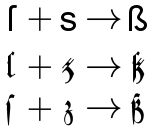
Antiqua-ß vs. Textura-ß en Fraktur-ß

De ß, die in het Duits Eszett (es-tset) of scharfes s (scherpe s) wordt genoemd, is volgens de simpelste theorie oorspronkelijk een ligatuur van de ſ (lange s) en de z uit het Frakturschrift (drukwerk) of het Sütterlinschrift (handschrift). In de Duitse spelling heeft deze ligatuur de functie van een zelfstandige letter en dient zij voor de weergave van een stemloze s-klank.
Op Nederlandse scholen wordt de ß vaak Ringel-s genoemd. Deze term is afkomstig uit het Duits, maar de meeste Duitsers hebben nooit van Ringel-s gehoord. Het Duitse woord ringeln kan 'een ring/lus vormen' betekenen. In dit geval duidt dit op de vorm van de letters in Sütterlinschrift.
Wanneer de mogelijkheid een ß te produceren niet voorhanden is, bijvoorbeeld op oudere schrijfmachines die er niet in voorzien en in domeinnamen van het internet, schrijft men ss. Eerder gebruikte men daarvoor ook wel sz. Dat gebruik is niet meer toegestaan.
Daar er geen woorden bestaan die met ß beginnen, bestond er lange tijd geen hoofdletter van de ß. Wanneer een woord volledig in hoofdletters werd geschreven, werd in plaats daarvan een dubbele S geschreven. Zo werd gemäß, als het volledig in hoofdletters werd geschreven, GEMÄSS. In namen van personen liet men vaak de ß staan: F.J. STRAUß. Sinds 2017 kent de ß echter een officiële hoofdlettervariant: ẞ.
Op Windows-computers kan een ß op diverse manieren gemaakt worden: door met de alt-toets ingedrukt 0223 of 225 te typen, door ctrl+alt+s in te drukken of, indien het toetsenbord ingesteld staat op Verenigde Staten (internationaal), door het indrukken van alt gr+s. Op de Mac kan dit met ⌥ Opt+s. Op Linux-computers met het X Window System kan de ß ingevoerd worden met Compose+s+s en ẞ met Compose+S+_. Bij gebruik van de huidige standaard indeling "VS Internationaal met dode toetsen" kan de ß ingevoerd worden met de rechter Alt-toets (ISO level...) +s
De discussie over de precieze vorm van dit Duitse ligatuurteken blijft onderwerp van discussie, zoals nieuwe creaties van ontwerpers van het Duitse schrift aantonen.

## Gebruik
Het gebruik van de ß werd beperkt door onderstaande regels, die het resultaat zijn van een spellingshervorming die sinds 1 augustus 1998 voor het gehele Duitse taalgebied geldt. Over de invoering van de nieuwe regels is veel discussie geweest; de spellingshervorming is door de meeste media en twee Duitse deelstaten verworpen. Referentiewerken als Duden - Die deutsche Rechtschreibung (het Duitse groene boekje) en het Sprachreport van het Institut für Deutsche Sprache (Mannheim) gebruiken wel de nieuwe regel. Het Wahrig-woordenboek vermeldt zowel de oude als de nieuwe variant, maar vermeldt de nieuwe wel als eerste en als degene die te verkiezen valt boven de oude. Toonaangevende kranten als de Frankfurter Allgemeine Zeitung volgen de oude spellingregels, waarin de ß vaker voorkomt.
In Zwitserland en Liechtenstein wijkt de spelling op bepaalde punten af van de Standaardduitse spelling. De ß wordt daar niet gebruikt en de letter ontbreekt dan ook op het Zwitserse toetsenbord. Waar van toepassing wordt daar altijd ss gebruikt.

### Na een lange klinker
De ß wordt gebruikt na een lange klinker
- Fuß, Füße (voet) want lang
- Fluss, Flüsse (rivier) want kort
- dass (het voegwoord ‘dat’) want kort
- Straße (straat) want lang
- blass (bleek) want kort
- bloß (slechts) want lang
- Ross (ros) want kort
- Ruß (roet) want lang
- Russland (Rusland) want kort
- genießen (genieten) want lang
- genossen (genoten) want kort
- wissen (weten) want kort

### Na een tweeklank
- ich weiß (ik weet)
- beißen (bijten)
- draußen (buiten)
- scheußlich (afschuwelijk)

### Oude regel
De oude regel schreef ss alleen voor tussen twee klinkers waarvan de eerste kort is en ß in alle andere gevallen (binnen hetzelfde morfeem, niet tussen de delen van een woordsamenstelling als bijvoorbeeld Halsschmuck = Hals-Schmuck). In de oude spelling werd dus wel daß, Roß, Rußland en blaß geschreven. Het woord Fluß werd met ß geschreven, maar het meervoud ervan met ss, want de ü in Flüsse is kort.

### Personennamen
De spelling van namen van personen wordt bepaald door de vastlegging in een geboorteakte. Die vorm blijft gehandhaafd, ook al voldoet de naam niet meer aan de nieuwe spelling. Dit geldt vooralsnog uitsluitend in Duitsland en Oostenrijk. Hierdoor hoeven geschiedenisboeken niet herschreven te worden, en hoeven burgers geen nieuwe paspoorten en dergelijke aan te vragen.

### Plaatsnamen
Voor plaatsnamen geldt dezelfde regel als voor namen van personen: waar de ß gebruikt werd vóór de spellingwijziging, blijft die daarna ook in gebruik (al wordt voor bijvoorbeeld bergpassen langzamerhand de vorm op -pass steeds meer gezien dan die op -paß).

### Straatnamen
Voor elk deel van straatnamen gelden voorstaande regels apart: Schloßplatz wordt meestal Schlossplatz maar Litfaßweg blijft ongewijzigd (genoemd naar Ernst Litfaß).

### In hoofdletters of kleinkapitaal

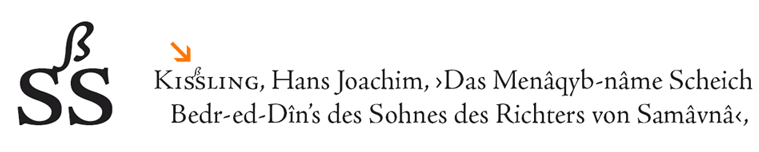
ß in kleinkapitaal volgens Eyal Holtzman

Sinds 30 juni 2017 kent de ß officieel een bijpassende hoofdletter: ẞ. De eerste voorstellen zijn gedaan, onder meer op een hieraan gewijd congres in Leipzig in 1903, maar men liet toen alles bij het oude. In 2007 ontwierpen letterontwerper Eyal Holtzman en wetenschapper Laban Kaptein voor de deels Duitstalige kritische uitgave van het boek Dürr-i Meknûn een teken om de ß in kleinkapitaal aan te duiden in literatuuropgaven. Een miniatuur-ß is daarbij als een soort vlaggetje boven op het letterduo SS aangebracht.
In 2007 werd de hoofdletter ẞ onderdeel van de Unicode-standaard. Sindsdien zijn er talloze fonts verschenen – waaronder ook de officiële fonts van de Duitse Bondsregering, de BundesSans en de BundesSerif – waarin deze variant is opgenomen. Sinds 2010 is in officiële stukken het gebruik van ẞ verplicht bij geografische benamingen die volledig in hoofdletters geschreven zijn.